# Décès en 1885
Décès
- 1881
- 1882
- 1883
- 1884
- 1885
- 1886
- 1887
- 1888
- 1889

Cet article présente une liste de personnalités mortes au cours de l'année 1885. Les mois de l'année font également l'objet de listes spécifiques :

## Décès par mois

### Inconnu
- Mikhaïl Sajine, peintre paysagiste russe (° 1818).
- Giovanni Servi, peintre italien (° vers 1795).

### Janvier
- 2 janvier : 
  - Frédéric Baudry, philologue et bibliothécaire français (° 25 juillet 1818).
  - Arnold Mortier, librettiste français (° 10 janvier 1843).
- 3 janvier : Ludwig Bohnstedt, architecte allemand (° 27 octobre 1822).
- 4 janvier : 
  - Alphonse Bausback, sculpteur français (° 9 août 1859).
  - Victor Dessaignes, chimiste français (° 31 décembre 1800).
  - Iossif Kotek, violoniste russe (° 25 octobre 1855).
- 5 janvier : 
  - Adolphe von Auersperg, homme politique autrichien (° 21 juin 1821).
  - John Jackson, ecclésiastique britannique (° 22 février 1812).
- 6 janvier : 
  - Akizuki Noborinosuke, samouraï japonais (° 1842).
  - Peter Christen Asbjørnsen, écrivain et naturaliste norvégien (° 15 janvier 1812).
  - Christophe Bertholon, homme politique français (° 18 janvier 1808).
  - Amable-Emmanuel Troude, militaire et lexicographe français (° 8 mai 1803).
- 7 janvier : François Frichon Duvignaud de Vorys, homme politique français (° 15 août 1800).
- 9 janvier : 
  - Joseph Antoine Sosthènes d'Armand de Chateauvieux, ingénieur français (° 28 janvier 1804).
  - Théodore Denat, homme politique français (° 20 mars 1803).
  - Charles Joly-Leterme, architecte français (° 9 juin 1805).
  - Joseph O'Kelly, compositeur britannique (° 29 janvier 1828).
  - Samuel Friedrich Nathaniel Stein, entomologiste allemand (° 3 novembre 1818).
- 10 janvier : Guillaume Comoy, ingénieur français (° 4 décembre 1803).
- 11 janvier : 
  - Rodolphe Bresdin, dessinateur et graveur français (° 12 août 1822).
  - Henry L. Eustis, général américain (° 1er février 1819).
  - Agénor de Gramont d'Aster, homme politique et diplomate français (° 8 mars 1814).
  - Anne Marie Janer i Anglarill, religieuse espagnole (° 18 décembre 1800).
  - Helga de la Brache, escroc suédoise (° 6 septembre 1817).
  - Salvatore Lo Forte, peintre italien (° 20 mars 1804).
  - Clarina I. H. Nichols, journaliste et féministe américaine (° 25 janvier 1810).
  - Mariano Ospina Rodríguez, premier président de la Confédération grenadine (° 18 octobre 1805).
  - Amable Tastu, femme de lettres, poétesse et librettiste française (° 30 août 1795).
  - Santo Varni, sculpteur italien (° 1er novembre 1807).
- 12 janvier : 
  - Frédéric Martens, photographe italien (° 16 décembre 1806).
  - William Steele, général américain (° 1er mai 1819).
  - Auguste de Wurtemberg, général allemand (° 24 janvier 1813).
- 13 janvier : 
  - Joseph Arnaud, homme politique français (° 13 juin 1801).
  - Schuyler Colfax, homme politique américain (° 23 mars 1823).
  - Charles Fleury, homme politique français (° 19 février 1819).
  - Gilbert Girouard, homme politique canadien (° 26 octobre 1846).
  - Jules Isaac, homme politique belge (° 15 juin 1830).
- 14 janvier : 
  - Armand Cambon, peintre français (° 22 février 1819).
  - Philetus Norris, surintendant du parc de Yellowstone (° 17 août 1821).
  - François Élie Roudaire, géographe français (° 6 août 1836).
  - Saint-Amand, dramaturge français (° 17 février 1797).
  - Benjamin Silliman Jr., chimiste américain (° 4 décembre 1816).
- 15 janvier : 
  - Thomas Cochrane, noble britannique (° 14 avril 1814).
  - Antoine Dufour, homme politique français (° 12 juillet 1808).
- 16 janvier : Edmond About, écrivain, journaliste et critique d'art français (° 14 février 1828).
- 17 janvier : 
  - Frederick Gustavus Burnaby, officier de renseignement britannique (° 3 mars 1842).
  - Achille Chéreau, médecin et biographe français (° 23 août 1817).
  - Victor Leclaire, peintre français (° 20 décembre 1830).
  - Marie Antonia París y Riera, religieuse espagnole (° 28 juin 1813).
  - Antoine Claude Ponthus-Cinier, peintre français (° 29 août 1812).
- 18 janvier :
  - Jean Denoize, homme politique français (° 25 mars 1801).
  - Charles Downing, horticulteur et essayiste américain (° 9 juillet 1802).
  - Édouard Kratz, homme politique français (° 4 juillet 1803).
- 19 janvier :
  - Georgiana Fullerton, écrivaine britannique (° 23 septembre 1812).
  - Udo von Tresckow, général d'infanterie allemand (° 7 avril 1808).
- 20 janvier : Joseph Bütler, peintre suisse (° 16 octobre 1822).
- 21 janvier : John Gwyn Jeffreys, conchyliologiste britannique (° 18 janvier 1809).
- 22 janvier : 
  - Charles Godfrey Gunther, homme politique américain (° 7 février 1822).
  - Kalikst Wolski, écrivain voyageur polonais (° 1816).
- 23 janvier : 
  - Félix Clément, organiste et musicologue français (° 13 janvier 1822).
  - Derval, acteur français (° 24 juillet 1801).
  - Gabriel Guillemot, journal, auteur dramatique et romancier français (° 11 février 1833).
- 24 janvier : 
  - Antoine Brossard, architecte français (° 2 novembre 1800).
  - Martin Delany, abolitionniste américain (° 6 mai 1812).
  - Louis Paul Pierre Dumont, peintre et illustrateur français (° 17 décembre 1822).
- 25 janvier : 
  - Louis Langomazino, militant républicain français (° 11 septembre 1820).
  - Jean-Jacques Denis Mauron, homme politique suisse (° 8 octobre 1810).
  - John H. Munroe, homme politique canadien (° 1820).
- 26 janvier :
  - Paul Pavlovitch Demidoff, industriel et diplomate russe (° 9 octobre 1839).
  - Charles Gordon, général britannique (° 28 janvier 1833).
- 27 janvier : 
  - Andreas Bruce, écrivain suédois (° 27 janvier 1885).
  - Ernst Deger, peintre allemand (° 15 avril 1809).
  - Charles du Trémolet de Lacheisserie, homme politique français (° 8 novembre 1800).
- 28 janvier : Georges Wenner, facteur d'orgues français (° 17 juin 1819).
- 29 janvier : 
  - Jean-Charles Abbatucci, homme politique français (° 25 mars 1816).
  - Michel Renaud, homme politique français (° 12 avril 1812).
  - Émile Tarbouriech, homme politique français (° 24 décembre 1811).
  - Charles Emmanuel Raphaël Théry de Gricourt, homme politique français (° 17 février 1813).
- 30 janvier : 
  - Theobald von Oer, peintre, illustrateur et aquafortiste allemand (° 9 octobre 1807).
  - Marie-Clément de Reignié, homme politique français (° 4 octobre 1827).
  - Charles Vatel, historien et collectionneur d'art français (° 5 décembre 1816).

### Février
- 1er février : Sidney Gilchrist Thomas, ingénieur britannique (° 16 avril 1850).
- 8 février : Claude Guilleminet, peintre français (° 13 mars 1821).
- 14 février : Jules Vallès, journaliste, écrivain et homme politique français (° 11 juin 1832).

### Mars
- 12 mars : Jean-Baptiste Messager, peintre et dessinateur français (° 1812).
- 16 mars : Auguste Steinheil, peintre français (° 26 juillet 1814).
- 17 mars : Susan Warner, écrivaine américaine (° 11 juillet 1819).
- 31 mars : Franz Abt, compositeur allemand (° 22 décembre 1819).

### Avril
- 18 avril : Jean Pezous, peintre français (° 6 mars 1815).

### Mai
- 1er mai : André Gill, caricaturiste, peintre et chansonnier français (° 17 octobre 1840).
- 11 mai : Ferdinand Hiller, compositeur, chef d'orchestre et professeur de musique allemand (° 24 octobre 1811).
- 22 mai : Victor Hugo, poète, écrivain, romancier et dramaturge français (° 26 février 1802).
- 23 mai : Carl Baermann, clarinettiste et compositeur allemand (° 24 octobre 1810).

### Juin
- 1er juin : Armand Leleux, peintre français (° 18 juin 1818).
- 5 juin : Julius Benedict, compositeur et chef d'orchestre allemand naturalisé anglais (° 27 novembre 1804).
- 25 juin : Michel Dumas, peintre français (° 19 juin 1812).

### Juillet
- 15 juillet : Rosalía de Castro, écrivain et poétesse galicienne (° 24 février 1837).
- 23 juillet : Ulysses S. Grant, Président des États-Unis de 1869 à 1877 (° 27 avril 1822).
- 29 juillet : Henri Milne Edwards, zoologiste français (° 23 octobre 1800).

### Août
- 20 août : Édouard Agneessens, peintre belge (° 24 août 1842).
- 28 août : 
  - Julius Hopp, chef d'orchestre, arrangeur et traducteur autrichien (° 18 mai 1819).
  - Léon Albert Hayon, peintre français (° 16 novembre).

### Septembre
- 2 septembre : Pierre Letuaire, peintre et dessinateur français (° 6 août 1798).
- 11 septembre : Henri Charles Antoine Baron, peintre et illustrateur français (° 23 juin 1816).
- 13 septembre : Friedrich Kiel, compositeur et pédagogue allemand (° 7 octobre 1821).
- 23 septembre : Carl Spitzweg, poète et peintre allemand (° 5 février 1808).

### Octobre
- 8 octobre : Émile Perrin, peintre, critique d'art et décorateur de théâtre français (° 9 janvier 1814).
- 14 octobre : Thomas Davidson, paléontologue britannique (° 17 mai 1817).
- 20 octobre : Michele Novaro, compositeur et patriote italien (° 23 décembre 1818).
- 21 octobre : Frédérique Émilie Auguste O'Connell, peintre allemande (° 22 mars 1823).
- 30 octobre : Gustav Adolf Merkel, organiste et compositeur allemand (° 12 novembre 1827).

### Novembre
- 16 novembre : Louis Riel, « père » du Manitoba, Canada (° 22 octobre 1844).
- 18 novembre : Theo van Lynden van Sandenburg, homme politique néerlandais (° 1826).
- 28 novembre : Ferdinand Charles François de Pape, peintre belge (° 10 avril 1810).

### Décembre
- 9 décembre : Auguste Hussenot, dessinateur, peintre et décorateur français (° 15 décembre 1798).
- 25 décembre : Amaury-Duval, peintre français (° 16 avril 1808).